# Ana Augusta de Castilho
Ana Augusta de Castilho (Sé, Angra do Heroísmo, Ilha Terceira, Açores, 16 de março de 1860 — São Jorge de Arroios, Lisboa, 1 de dezembro de 1916), foi uma professora, escritora, propagandista, maçom, militante republicana, activista feminista e defensora do Pensamento Livre.
Foi pioneira na reivindicação dos direitos das mulheres, sendo referida em alguns periódicos como "uma das mais prestigiadas defensoras dos direitos das mulheres", tendo integrado vários movimentos e associações feministas, como a Liga Republicana das Mulheres Portuguesas, o Grupo das Treze, a Associação de Propaganda Feminista ou ainda a Cruzada das Mulheres Portuguesas, entre outras. Foi também uma das fundadoras da Comissão Feminina "Pela Pátria", criada com o objectivo de recolher donativos e matérias-primas para enviar aos soldados portugueses mobilizados durante a Primeira Grande Guerra.

## Biografia

### Nascimento e Família
Natural de Angra do Heroísmo, sobre a infância e juventude de Ana Augusta de Castilho pouco é conhecido, sendo inicialmente documentado que havia nascido em 1866, tinha uma irmã, de nome Maria Augusta Castilho Dias, e que muito cedo havia enviuvado de João Maria de Castilho, professor de música, também natural dos Açores.
Pesquisas recentes revelaram que residiu na Rua de Costa Cabral, do Porto, onde se casou na Igreja de Paranhos com o dito professor viúvo, que contava à data 61 anos, em 29 de maio de 1902, sendo Ana Augusta, portanto, filha de Augusto Maria de Castilho, natural de Lisboa, e de Maria Clementina Pereira, natural de Braga, que partilhava do marido, como consta do assento de matrimónio, segundo grau de consanguinidade, sendo João Maria de Castilho para além de seu marido também seu tio, irmão de seu pai. Foi também apurada a sua verdadeira data de nascimento, 16 de março de 1860, tendo sido baptizada a 8 de abril, na Sé de Angra do Heroísmo, tendo como padrinhos Tomás José da Silva Júnior e Ana da Silva e Carvalho. Eram seus avós paternos José Maria de Castilho e Maria do Carmo e avós maternos José António Pereira Valente e Maria Tomásia.

### Activismo Republicano e Feminismo

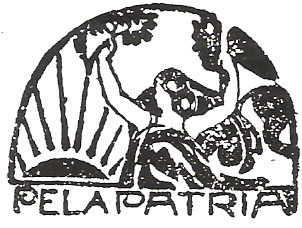
Emblema da Comissão Feminina "Pela Pátria" (1914)

Após a Implantação da República em 1910, mudou-se para Lisboa, residindo na Calçada do Poço dos Mouros, na freguesia de Penha de França, onde começou a exercer como professora e integrou o Grupo das Treze, um grupo criado com a finalidade de combater a ignorância e o dogmatismo religioso que afectavam a mulher portuguesa e a impediam de obter a emancipação. Este facto viria a proporcionar-lhe a oportunidade para relacionar-se com algumas das mais importantes figuras do activismo republicano e feminista da sociedade portuguesa de então. Entre essas personalidades destacavam-se as militantes sufragistas Adelaide Cabete, Carolina Beatriz Ângelo, Ana de Castro Osório e Maria Veleda, que a enveredaram na Liga Republicana das Mulheres Portuguesas (LRMP) e na luta pelo direito ao voto feminino.
Dentro das várias iniciativas da LRMP, Ana Augusta de Castilho participou activamente em campanhas de propaganda, presidiu a reuniões, angariou donativos e novos membros, integrou a equipa de enfermeiras organizada pela liga feminina, colaborou no periódico "A Madrugada" com artigos de intervenção política, foi oradora e representante da agremiação em eventos públicos (sendo notório o discurso que proferiu no comício de Chaves, aquando da comemoração da vitória sobre as tropas monárquicas de Paiva Couceiro em 1912, e a sua intervenção no Congresso Internacional do Livre Pensamento de 1913), desempenhou cargos directivos como os de Vice-Presidente da Direcção em 1912 e o de Tesoureira de 1913 a 1914, e ainda colaborou na Obra Maternal, a instituição destinada à protecção das crianças abandonadas, órfãs, pedintes, ou em risco de caírem no mundo do crime e da prostituição, sendo sua presidente em 1914 e 1915.

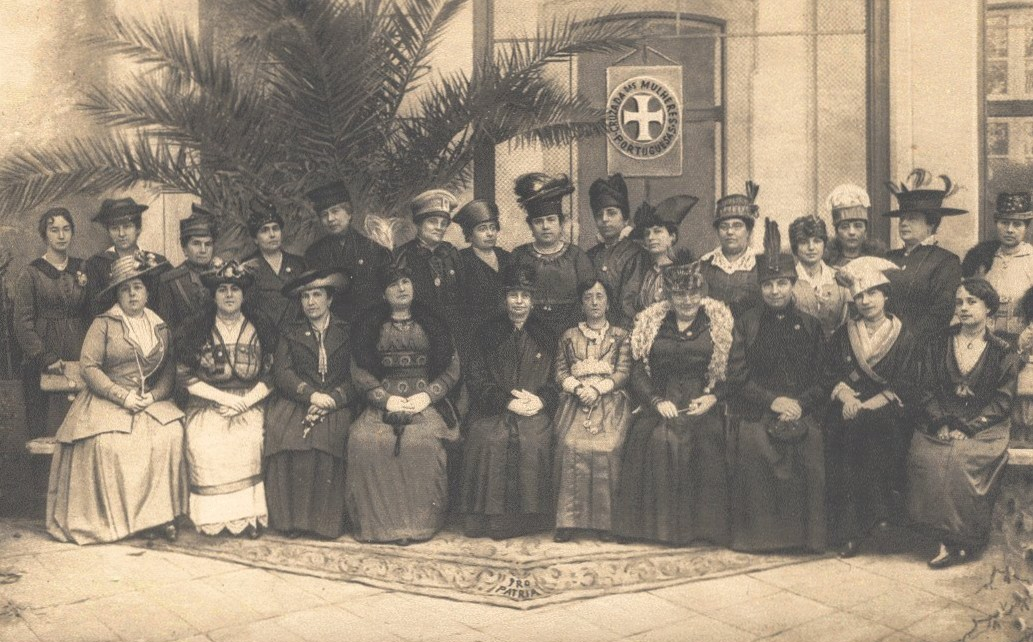
Elementos da Cruzada das Mulheres Portuguesas (1916)

Apesar da demissão da sua colega militante Ana de Castro Osório, do cargo de presidente da Liga Republicana das Mulheres Portuguesas, em 1911, devido a divergências dentro da associação, as duas permaneceram amigas e colaboraram em outros projectos e movimentos, tais como a Associação de Propaganda Feminista, onde foi eleita 2ª Secretária da Assembleia Geral, Tesoureira da Empresa de Propaganda Feminista e Defesa dos Direitos da Mulher, e se tornou responsável pela edição do jornal "A Semeadora".
Em 1914, com a chegada de notícias de uma guerra prestes a despoletar na Europa, juntamente com Ana de Castro Osório, Antónia Bermudes e Maria Benedita Mouzinho de Albuquerque Pinho, tornou-se numa das fundadoras da Comissão Feminina "Pela Pátria", uma associação e movimento de beneficência exclusivamente feminino com o objectivo de mobilizar as mulheres para o esforço de guerra, através das suas iniciativas que prestavam assistência aos soldados mobilizados para a frente de combate, durante a Primeira Guerra Mundial. Dois anos mais tarde, em resultado da participação oficial de Portugal na guerra, tomando partido pelos Aliados, e a assimilação da comissão na Cruzada das Mulheres Portuguesas, criada pela então Primeira Dama Elzira Dantas Machado, Ana Augusta de Castilho continuou o seu trabalho, integrando e apoiando totalmente o novo movimento e ainda publicou, na Casa Editora Para as Crianças, o livro "A Mulatinha".

### Maçonaria
Em 1916, foi iniciada na Maçonaria, na Loja Carolina Ângelo do Grande Oriente Lusitano Unido, com o nome simbólico da padeira de Aljubarrota, Brites de Almeida.

### Falecimento
Ana Augusta de Castilho faleceu com 56 anos, às 23 horas do dia 1 de dezembro de 1916, vítima de congestão pulmonar, em sua casa, na Calçada do Poço dos Mouros, letras J.C., 1º andar direito, pertencente ao tempo da freguesia de São Jorge de Arroios, Lisboa, não deixando filhos. A sua morte foi noticiada em vários periódicos da época, como "A Capital" e "Diário de Notícias", de Lisboa, "A Folha", de Ponta Delgada, onde Alice Moderno era directora e Maria Evelina de Sousa secretária, ambas grandes amigas de Ana Augusta, ou até mesmo a revista espanhola "Redencion", de Valência, onde Ana Carbia Bernal lamentou o "desaparecimento de uma grande mulher".
Para além de várias agremiações e lojas maçónicas terem estado representadas no seu funeral, Ana de Castro Osório, Antónia Bermudes e Manuel Borges Grainha discursaram junto à sua sepultura. Encontra-se sepultada em jazigo de família, no Cemitério do Alto de São João.